# Виктория (футбольный клуб, Ашаффенбург)
«Виктория» — футбольный клуб из города Ашаффенбург, наиболее успешный футбольный клуб северо-западной части Баварии. Несмотря на то, что Ашаффенбург относится к Баварии, ФК «Виктория» долгое время, вплоть до сезона 2011/12 состоял в Гессенском футбольном союзе. С сезона 2012/13 клуб выступает в Баварском футбольном союзе.

## История
Полное актуальное название клуба переводится с немецкого как «Спортивное общество Виктория 01», кратко — Виктория Ашаффенбург. Начало было положено в 1904 году, когда путём объединения созданного в 1901 году ФК Ашаффенбург и созданного в 1902 году ФК Виктория Ашаффенбург возник ФК Виктория 01. В 1906 году к футбольному клубу добавилось отделение лёгкой атлетики и ФК превратился в Спортивное общество Виктория 01 (Sportverein Viktoria 01 e. V.). За время своего существования клуб никогда не выступал в высшей футбольной лиге. До создания общенациональной Бундеслиги в 1963 году, Виктория 01 выступал в Высшей лиге Юга (Oberliga Süd). В 1980-х годах клуб в течение трёх сезонов выступал во Второй Бундеслиге (1985/86, 1986/87, 1988/89). В Кубке ФРГ в сезоне 1987/88 дошёл до стадии четвертьфинала.